# Union sportive de Tataouine
 (novembre 2017).
Si vous disposez d'ouvrages ou d'articles de référence ou si vous connaissez des sites web de qualité traitant du thème abordé ici, merci de compléter l'article en donnant les références utiles à sa vérifiabilité et en les liant à la section « Notes et références ».
Maillots
Actualités
Dernière mise à jour : 17 septembre 2024.
L'Union sportive de Tataouine (arabe : الإتحاد الرياضي بتطاوين), plus couramment abrégé en US Tataouine, est un club tunisien de football fondé en 1996 et basé dans la ville de Tataouine. 
L'UST, fondé à la suite de l'unification du Tataouine Sport et de la Jeunesse sportive de Rogba, évolue en 2014-2015 en Ligue III Sud dont il remporte le championnat pour accéder en Ligue II puis réussit en 2015-2016 à accéder pour la première fois de son existence en Ligue I avant de revenir en Ligue II. Depuis la saison 2018-2019, le club évolue en Ligue I.

## Personnalités

### Présidents
| Pays    | Nom                 | Période   |
| ------- | ------------------- | --------- |
| Tunisie | Mohamed Moumen      | 1996-1998 |
| Tunisie | Mohamed Laâbidi     | 1998-1999 |
| Tunisie | ?                   | 1999-2001 |
| Tunisie | Abdelhafidh Boussaâ | 2001-2003 |
| Tunisie | Mohamed Mestiri     | 2003-2004 |
| Tunisie | ?                   | 2004-2005 |
| Tunisie | Abdelhafidh Boussaâ | 2005-2007 |
| Tunisie | Jamel Gatfi         | 2007-2009 |
| Tunisie | Abdelhafidh Boussaâ | 2009-2010 |
| Tunisie | Hechmi Maâtoug      | 2010-2012 |
| Tunisie | Mohamed El Ghoul    | 2012-2018 |
| Tunisie | Akerma Wadhen       | 2018-     |

### Entraîneurs et tableau de marche
| Pays    | Entraîneur                                                         | Division                  | Saison    | Classement                 |
| ------- | ------------------------------------------------------------------ | ------------------------- | --------- | -------------------------- |
| Tunisie | Youssef Seriati, Ali Chabbaouh puis Mohamed Ali Ferchichi          | D. Honneur (Ligue II Sud) | 1996-1997 | 9e                         |
| Tunisie | Fakher Trigui puis Ezzedine Khemila                                | D. Honneur (Ligue II Sud) | 1997-1998 | 11e                        |
| Tunisie | Raouf Merzougui, Mohamed El Abed puis Ezzedine Khemila             | D. Honneur (Ligue II Sud) | 1998-1999 | 9e, rétrograde             |
| Tunisie | Ezzedine Khemila puis Radhouan Elloumi                             | Nationale C               | 1999-2000 | 8e                         |
| Tunisie | Raouf Merzougui, Radhouan Elloumi puis Hédi Kouni                  | Nationale C Sud           | 2000-2001 | 14e, rétrograde            |
| Tunisie | Hédi Kouni puis Mohamed Sraïeb                                     | D. Honneur Sud (D4)       | 2001-2002 | Champion, monte            |
| Tunisie | Néji Jerad, Hakim Braham puis Houcine Fartas                       | Nationale C Sud           | 2002-2003 | 12e, rétrograde            |
| Tunisie | Ezzedine Khemila                                                   | D. Honneur Sud (D4)       | 2003-2004 | 3e, monte                  |
| Tunisie | Ezzedine Khemila                                                   | Ligue III                 | 2004-2005 | 5e                         |
| Tunisie | Ezzedine Khemila, Chiheb Ettih puis Hechmi Maâtoug                 | Ligue III                 | 2005-2006 | 14e, rétrograde            |
| Tunisie | Chiheb Ettih, Hechmi Maâtoug puis Hassen Chouk                     | D. Honneur Sud (D4)       | 2006-2007 | 13e, rétrograde            |
| Tunisie | Chiheb Ettih, Jamel Ben Attia puis Houcine Bguir                   | Ligue régionale (D5)      | 2007-2008 | 2e, monte                  |
| Tunisie | Raouf Marzougui, Houcine Bguir puis Ihsen Lazreg                   | D. Honneur Sud (D4)       | 2008-2009 | 12e                        |
| Tunisie | Salah Dey, Tarek Ghaffari, Salah Dey puis Houcine Bguir            | D. Honneur Sud (D4)       | 2009-2010 | 13e, rétrograde            |
| Tunisie | Houcine Bguir                                                      | Ligue régionale (D5)      | 2010-2011 | 4e                         |
| Tunisie | Raouf Marzougui                                                    | Ligue régionale (D5)      | 2011-2012 | Champion                   |
| Tunisie | Raouf Marzougui                                                    | Ligue régionale (D4)      | 2012-2013 | Champion, monte            |
| Tunisie | Ahmed Dridi                                                        | Ligue III Sud             | 2013-2014 | 3e                         |
| Tunisie | Ahmed Dridi                                                        | Ligue III Sud             | 2014-2015 | Champion, monte            |
| Tunisie | Ahmed Dridi                                                        | Ligue II                  | 2015-2016 | 2e du play-off, monte      |
| Tunisie | Ahmed Dridi puis Sofiene Hidoussi                                  | Ligue I                   | 2016-2017 | 8e du play-out, rétrograde |
| Tunisie | Samir Jouili puis Chokri Bejaoui                                   | Ligue II                  | 2017-2018 | 2e du play-off, monte      |
| Tunisie | Chokri Bejaoui puis Skander Kasri                                  | Ligue I                   | 2018-2019 | 8e                         |
| Tunisie | Walid Chettaoui, Khaled Ben Yahia puis Hamadi Dhaou                | Ligue I                   | 2019-2020 | 10e                        |
| Tunisie | Skander Kasri puis Chokri Khatoui                                  | Ligue I                   | 2020-2021 | 7e                         |
| Tunisie | Mohamed Ali Maâlej, Saïd Saïbi puis Chokri Khatoui                 | Ligue I                   | 2021-2022 | 7e                         |
| Tunisie | Mohamed Ali Maâlej puis Tarek Jani                                 | Ligue I                   | 2022-2023 | 8e du play-off             |
| Tunisie | Wajdi Bouazzi, Mohamed Ali Maâlej puis Sami Gafsi puis Saïf Ghezal | Ligue I                   | 2023-2024 | 4e du play-out             |
| Tunisie | Hakim Zahafi puis Mounir Rached puis Ghazi Ghrairi puis Sami Gafsi | Ligue I                   | 2024-2025 |                            |

### Effectif

#### Joueurs emblématiques
- Ismaël Diakité